# جشنواره فیلم لوکارنو
جشنواره فیلم لوکارنو (به انگلیسی: Locarno Film Festival) یک جشنوارهٔ بین‌المللی فیلم است که از سال ۱۹۴۶ هرساله در شهر لوکارنوی سوئیس برگزار می‌شود. جشنوارهٔ لوکارنو پس از جشنواره‌های کن، ونیز و برلین چهارمین جشنواره معتبر فیلم اروپا به‌شمار می‌رود.

## تاریخچه

### شکل‌گیری
پس از پایان جنگ جهانی دوم سینماگران در اکثر اروپا برای زنده نگه داشتن سینما و قدردانی از فیلمسازان در تکاپوی تشکیل جشنواره‌های سینمایی بودند که این تلاش‌ها در تابستان و اوایل پاییز ۱۹۴۶ به ثمر نشست و به فاصله ۱۰ روز دو جشنواره مهم لوکارنو و کارلووی واری ایجاد شدند و سومی هم که جشنواره کن بود دوباره متولد شد.
جشنواره فیلم لوکارنو در تاریخ ۲۳ اوت سال ۱۹۴۶ با نمایش فیلم خورشید من ساخته جیاکومو جنتیلومو در گرند هتل شهر لوکارنو آغاز به کار کرد. جنتیلومو کارگردان کم‌نام‌ونشان ایتالیایی است که در کارنامه او، فیلم‌هایی چون عشاق وهرکول علیه مردان ماه دیده می‌شود.
در این دوره جایزه اصلی به فیلم درخشان و سپس هیچ‌کس نبود ساخته کارگردان نامور فرانسوی رنه کلر اختصاص یافت. این فیلم از کارهای آمریکایی کلر است که براساس داستانی نوشته آگاتا کریستی با حضور ستاره‌های آن‌زمان هالیوود ساخته شد. رنه کلر جایزه بهترین کارگردانی را نیز با این فیلم از آن خود کرد. سال بعد نیز او برای دومین بار جایزه اصلی جشنواره را برای فیلم سکوت طلاست به‌دست آورد. این فیلم به عنوان اولین ساخته فرانسوی کلر پس از بازگشت از مهاجرت دوازده‌ساله‌اش به بریتانیا و آمریکا شناخته می‌شود.
همزمانی آغاز جشنواره لوکارنو با اوج جنبش نئورالیسم ایتالیا موجب شد جوایز مهمی در آن سال‌ها از این جشنواره به فیلم‌های این جنبش مشهور سینمایی تعلق گیرد که از مهم‌ترین آن‌ها می‌توان به موفقیت روبرتو روسلینی با فیلم آلمان سال صفر در سومین دوره این جشنواره اشاره کرد. یک سال بعد از او نیز ویتوریو دسیکا جایزه ویژه هیئت داوران را با شاهکار نئورالیستیش دزد دوچرخه از آن خود کرد.
با وجود شکل‌گیری جشنواره از سال ۱۹۴۶ اولین دوره رقابتی آن به سال ۱۹۴۹ بر می‌گردد؛ سالی که مزرعه هفت گناه ساخته ژان دوایور جایزه اصلی جشنواره را به‌دست آورد.

### دهه ۱۹۵۰
در دهه پنجاه فیلم‌های آمریکایی در جشنواره لوکارنو بسیار موفق ظاهر شدند و سال ۱۹۵۰ جایزه اصلی جشنواره به فیلم جنگی وقتی ویلی از راهپیمایی برمی گردد ساخته مهجور کارگردان صاحب‌نام آمریکایی جان فورد تعلق گرفت. این فیلم امروزه از کارهای کم‌اهمیت جان فورد به حساب می‌آید. دیگر کارگردان مهم دنیای سینما آلفرد هیچکاک نیز در این سال با فیلم ترس صحنه از سوی جشنواره مورد تجلیل قرار گرفت.
با وجود برگزاری منظم جشنواره در این سال‌ها، ششمین دوره آن در سال ۱۹۵۱ تشکیل نشد که این اتفاق در تاریخ جشنواره تنها یک بار دیگر در سال ۱۹۵۶ تکرار شد.
تا سال ۱۹۵۷ که جایزه اصلی با عنوان جایزه بزرگ به برگزیدگان اعطا می‌شد کارگردانان معتبری چون میکل آنجلو آنتونیونی، چارلز کریشتون، اتو پرمینجر و آنری ورنوی این جایزه را تصاحب کردند. در برخی از این سال‌ها جایزه به چندین فیلم تعلق می‌گرفت. یرژی ترونکا فیلمساز و انیماتوریست مشهور اهل چک که به والت دیزنی اروپای شرقی نیز مشهور بود در این سال‌ها توانست دو بار جایزه بزرگ را از آن خود کند و نامش را کنار رنه کلر به عنوان تنها افرادی که تاکنون جایزه اصلی این جشنواره را دو بار از آن خود کرده‌اند، ثبت کند.
در سال۱۹۵۸ فیلم سرژ زیبا اولین ساخته کلود شابرول و به گفته برخی از تاریخ‌نگاران، اولین فیلم جریان موج نو سینمای فرانسه در جشنواره لوکارنو اکران شد که بعدها تبدیل به یکی از اتفاقات مهم و اثرگذار جشنواره شد.
این دهه با اعطای جایزه بهترین کارگردانی به استنلی کوبریک کارگردان صاحب‌نام دنیای سینما برای فیلم بوسه قاتل کار خود را به پایان رساند.

### دهه ۱۹۶۰
در این دهه سلطه فیلم‌های آمریکایی بر این جشنواره از بین رفت و فیلم‌های اروپایی بیشترین سهم را در جوایز اصلی از آن خود کردند. با این حال یکی از مهم‌ترین فیلم‌های برنده جایزه اصلی در اوایل دهه شصت مربوط به سینمای ژاپن و فیلم مشهور آتش در دشت ساخته کارگردان پرآوازه ژاپنی کن ایچیکاوا بوده‌است. ایچیکاوا پیش تر با شاهکار خود چنگ برمه ای در محافل مهم سینمایی چون اسکار و ونیز حضوری موفق داشت و لوکارنو در معرفی او به مجامع بین‌الملل نقش چندانی ایفا نکرد. با این حال سه سال بعد جشنواره لوکارنو یکی از مهم‌ترین کشف‌های سینمایی خود را انجام داد و یکی از پرآوازه‌ترین فیلمسازان نیمه دوم قرن بیستم را به جهان معرفی کرد که این فرد کسی نبود جز میلوش فورمن کارگردان مشهور اهل چکسلواکی و خالق شاهکارهایی چون مجلس رقص آتش‌نشان‌ها، پرواز برفراز آشیانه فاخته و آمادئوس.
فورمن در سی سالگی جایزه اصلی لوکارنو موسوم به بادبان طلایی را با فیلم پیتر سیاه از آن خود کرد. پیتر سیاه روایت چند روز از زندگی پیتر، نوجوان ۱۷ ساله چکی است. این گونه فیلم‌های کم‌خرج که اغلب به زندگی نوجوانان می‌پرداختند در اروپای آن زمان بسیار رایج بود. اعطای جایزه اصلی به این فیلم از سینمای بلوک شرق، یکی از اتفاقات مهم عصر جنگ سرد در جشنواره‌های سینمایی به حساب می‌آید.
در یکی دیگر از سال‌های مهم این دهه گلوبر روشا فیلمساز بزرگ برزیلی جنبش سینما نوو (Novo)با فیلم زمین محنت زده جایزه اصلی جشنواره را از آن خود کرد. پخش این فیلم ابتدا در برزیل با وجود این که داستان در یک کشور خیالی به نام ال‌دورادو می‌گذرد ممنوع اعلام شده بود و دلیل آن نیز تصویر نامناسبی بود که از این کشور ارائه می‌شد؛ هرچند پس از اعتراضات فراوان فیلمسازان برزیلی و فرانسوی، اجازه نمایش آن در برزیل و جشنواره کن داده شد. از این فیلم روشا در کنار دیگر فیلم مشهورش با نام خدای سیاه، شیطان سفید به عنوان دو فیلم بزرگ تاریخ برزیل یاد می‌کنند.
در سال ۱۹۶۸ مائوریسیو پونزی فیلمساز و منتقد کمتر شناخته شده ایتالیایی با اولین فیلم خود به نام رؤیاها جایزه اصلی جشنواره را با نام جدید یوزپلنگ طلایی (تغییر عنوان از بادبان به یوزپلنگ) از آن خود کرد. در این سال یکی از مهم‌ترین اتفاقات سیاسی تاریخ جشنواره جایی به وقوع پیوست که جیری منزل فیلمساز برجسته اهل چک در حالی که رئیس هیئت داوران جشنواره بود در اعتراض به لشکرکشی شوروی به پراگ از داوری جشنواره کنار رفت تا با این کار خللی در برگزاری آن ایجاد کند، اما برگزارکنندگان جشنواره بلافاصله با انتخاب هیئت داوران جوان تر، مانع برگزار نشدن جشنواره شدند.
یک سال بعد نسل جدیدی از فیلمسازان سوئیسی در این جشنواره ظهور کردند که از میان آن‌ها می‌توان به میشل سوتر، ایوه یرسین، فرانسیس ریوسر، کلود چمپیون، کلمنس کلوپفنشتاین، آلن تانر و فردی مورر اشاره کرد. از میان این افراد آلن تانر با فیلم شارل، مرده یا زنده توانست یوزپلنگ طلایی را به صورت مشترک با سه فیلم دیگر به‌دست آورد. تانر فیلمش را در واکنش به حوادث می ۱۹۶۸ ساخته بود. این برای اولین بار بود که جایزه اصلی جشنواره به یک فیلمساز سوئیسی تعلق می‌گرفت.
حضور مارلنه دیتریش ستاره افسانه‌ای سینمای کلاسیک در کنار جوزف فون اشتنبرگ در هتل محل برگزاری مراسم از مهم‌ترین اتفاقات حاشیه‌ای اوایل دهه شصت این جشنواره بود که موجب شد خبرنگاران و پاپاراتزی‌های فراوانی از نقاط مختلف دنیا به آن جا کشانده شوند.

### دهه ۱۹۷۰
در سال ۱۹۷۱ پیاتزا گرانده (به ایتالیایی: میدان بزرگ) که توسط لیویو واچینی معمار سوئیسی طراحی شده بود برای اولین بار فیلم‌های جشنواره را به نمایش گذاشت و موجب شد چهره جشنواره برای همیشه تغییر کند. امروزه پیازا گرانده که دارای بزرگ‌ترین پرده سینمایی در اروپاست می‌تواند ۸۰۰۰ تماشاگر را در خود جای دهد و تماشای فیلم را برای سینما دوستان به لذتی وصف ناشدنی تبدیل کند. با این وجود باران‌های سنگین، برگزارکنندگان جشنواره را نیز وادار کرده‌است تا امروزه تمهیدات گسترده‌ای برای خیس نشدن حاضران در این سینمای روباز در نظر بگیرند و البته تماشاگران نیز اکثراً با بارانی به دیدن فیلم‌ها می‌نشینند.
در دهه هفتاد کشورهای آفریقایی تونس و موریتانی که در محافل سینمایی کمتر شناخته شده بودند توانستند جوایز معتبری را از این جشنواره به دست آورند. از اتفاقات مهم این دهه می‌توان به اهدای جایزه اصلی جشنواره به فیلم لحظات جانفرسا اولین ساخته مایک لی اشاره کرد. مایک لی بعدها در دهه نود با خلق شاهکارهایی چون برهنه و رازها و دروغ‌ها در سراسر دنیا به اعتباری گسترده دست یافت. ایشوان ژابو کارگردان مجاری دیگر کارگردان مطرحی بود که توانست در سال ۱۹۷۴ جایزه اصلی جشنواره را برای فیلم شماره ۲۵ خیابان آتش‌نشان‌ها تصاحب کند. ژابو پیش تر در اوایل دهه شصت با فیلم عصر توهمات جایزه بادبان نقره‌ای را از این جشنواره تصاحب کرده بود.
در این سال جایزه ویژه هیئت داوران به فیلم سلین و ژولی قایق‌سواری می‌کنند ساخته ژاک ریوت رسید. دیگر فاتحان یوزپلنگ طلایی این دهه چندان نام‌های شناخته شده‌ای در تاریخ سینما نیستند.

### ۱۹۸۰ تا به امروز
انتخاب نکردن بهترین فیلم جشنواره در سال ۱۹۸۲ از مهم‌ترین اتفاقات این دهه بود. در این سال جایزه ویژه به فیلم صامت و غمگین آخرین حفره ساخته هربرت آشترنبوش آلمانی رسید. با نگاهی به برندگان یوزپلنگ طلایی می‌توان گفت تمرکز سیاست حاکم در جشنواره روی آثار کمتر شناخته شده از فیلمسازان پراستعداد جوان از دهه هشتاد تا به امروز همچون دو دهه شصت و هفتاد ادامه دارد. در همین دهه افرادی چون جیم جارموش و اسپایک لی با ساخته‌های خود از این جشنواره به شهرتی جهانی رسیدند. این سیاستگذاری موجب شد جشنواره نسبت به رقیبان قدیمی خود همچون ونیز و کن در نظر رسانه‌ها، کم‌رمق‌تر جلوه کند با این وجود همچنان جشنواره با اراده اولیه خود مسیرش را طی می‌کند و سالانه سینماگران جوان و کم‌نام‌ونشان از سراسر دنیا برای دیده شدن پا به لوکارنو می‌گذارند.

## برنامه‌ها
هر جشنواره در کنار رقابت فیلم‌ها بخش‌های دیگری نیز دارد که در لوکارنو نیز برنامه‌های زیادی چون بازنگری آثار گذشته، کارگاه تولید مشترک رایگان، گردهمایی‌ها، جوایز ویژه و ده‌ها بخش دیگر وجود دارد که جذابیت‌های زیادی برای علاقه مندان سینما ایجاد کرده‌است.
فیلم‌ها در جشنواره در ۱۰ بخش نمایش داده می‌شوند که شامل فیلم‌های متنوع چه در قالب ژانر و چه در ساختار هستند و معروف‌ترین محل پخش فیلم‌ها همان پیاتزا گرانده است. جشنواره همچنین شامل دو بخش رقابتی فیلم‌های بلند است (بخش رقابت بین‌الملل و بخش رقابت فیلمسازان حال حاضر) و یک بخش رقابتی بین‌الملل برای فیلم‌های کوتاه نیز دارد که با عنوان یوزپلنگ‌های آینده شناخته می‌شود.
در بخش رقابتی این جشنواره مهم‌ترین جایزه با نام یوزپلنگ طلایی به بهترین فیلم جشنواره اهدا می‌شود و پاداش این جایزه به کارگردان و تهیه‌کننده فیلم تعلق می‌گیرد. البته همان‌طور که در بالا ذکر شد این جایزه تا سال ۱۹۶۸ تحت عنوان‌های مختلفی به برندگان اهدا می‌شد به گونه‌ای که در دو سال اول این جشنواره جایزه اصلی با نام بهترین فیلم، بعدها با عنوان‌های جایزه بزرگ (Grand Prix) و نیز بادبان طلایی (Golden Sail) به برنده اختصاص می‌یافت تا این که عنوان یوزپلنگ طلایی (Golden Leopard) سرانجام در سال ۱۹۶۸ برای اولین بار استفاده شد و تا به امروز نیز با همین نام شناخته می‌شود. دومین جایزه با ارزش، جایزه ویژه هیئت داوران نام دارد. از دیگر جوایز بخش فیلم‌های بلند می‌توان به یوزپلنگ بهترین کارگردانی، بهترین بازیگری مرد و بهترین بازیگری زن اشاره کرد. البته جشنواره جوایز ویژه فراوان دیگری نیز دارد که از جمله آن‌ها می‌توان به یوزپلنگ افتخاری اشاره کرد که از سال ۱۹۸۹ به شخصیت‌های مهم هنری دنیا اعطا می‌شود. این جایزه تاکنون به شخصیت‌های بزرگی چون ژان لوک گودار، برناردو برتولوچی، ساموئل فولر، ورنر هرزوگ، انیو موریکونه، عباس کیارستمی و… تعلق گرفته‌است.
جشنواره دارای یک مدیر هنری و یک رئیس است که در سال ایجاد آن ریاست بخش هنری به عهده ریکاردو بولا و کامیلو برتا رئیس جشنواره بود. این دو تا نیمه‌های دهه پنجاه به فعالیت خود در این جشنواره ادامه دادند. امروزه کارلو شاتاریان ایتالیایی مدیر بخش هنری و مارکو سولاری نیز رئیس جشنواره است.

## حضور ایران در جشنواره لوکارنو
سینمای ایران اولین حضور سینماییش در این جشنواره را با سیاوش در تخت جمشید فریدون رهنما در نیمه‌های دهه شصت میلادی تجربه کرد. با این حال اولین دستاورد مهم فیلمسازان ایرانی در جشنواره لوکارنو به سال ۱۹۸۳ و فیلم فرستاده ساخته پرویز صیاد بر می‌گردد. این فیلم توانست جایزه یوزپلنگ برنزی را از آن خود کند. پس از این فیلم راه به دست آوردن جوایز لوکارنو برای سینمای ایران گشوده شد و در سال ۱۹۸۸ فیلم ناخدا خورشید ساخته ناصر تقوایی در بخش رقابتی توانست توجه داوران جشنواره را به خود جلب کند و برای بار دوم جایزه یوزپلنگ برنزی را از آن سینمای ایران کند. داستان ناخدا خورشید اقتباسی آزاد از داشتن و نداشتن همینگوی بود که تقوایی با مهارتی خاص آن را به درون شهرهای جنوبی ایران آورده بود. در این دوره جایزه اصلی به‌طور مشترک به دو فیلم صداهای دوردست، زندگی‌های بی‌جان ساخته ترنس دیویس و پروانه‌ها ساخته ولفگانگ بکر رسید.

یک سال بعد عباس کیارستمی نیز با فیلم خانه دوست کجاست؟ جایزه یوزپلنگ برنزی را به صورت مشترک با فیلم کورن بلومن بلا محصول لهستان به‌دست آورد. فیلم خانه دوست کجاست؟ دو جایزه مهم دیگر به نام‌های فیپرشی و جایزه کلیسای جهانی را نیز در آن سال از آن خود کرد. این اولین حضور عباس کیارستمی در فستیوال‌های جهانی بود ولی او بعدها به یکی از شناخته شده‌ترین و برجسته‌ترین فیلمسازان جشنواره‌های معتبر اروپایی تبدیل شد.

بی شک یکی از موفق‌ترین حضور های سینمای ایران در جشنواره لوکارنو به سال ۱۹۹۴ برمی‌گردد؛ سالی که با وجود فیلم‌های مهمی چون پالپ فیکشن، قرمز و قطار چانگ کینگ در جشنواره، یوزپلنگ طلایی به فیلم خمره اثر ابراهیم فروزش فیلمساز مطرح کانون پرورش فکری کودکان و نوجوانان ایران تعلق گرفت. دیگر جایزه مهم جشنواره موسوم به یوزپلنگ نقره‌ای نیز به فیلم آبادانی‌ها ساخته کیانوش عیاری رسید هرچند می‌توان گفت که حضور محسن مخملباف به عنوان یکی از اعضای هیئت داوران در این موفقیت کم‌نظیر برای سینمای ایران بی تأثیر نبوده‌است.

ایران با وجود موفقیت‌های فراوان در سال‌های بعد، دو بار دیگر در سال ۱۹۹۷ با فیلم آینه اثر جعفر پناهی و در سال ۲۰۲۳ با فیلم منطقه بحرانی ساخته علی احمدزاده توانست جایزه یوزپلنگ طلایی این جشنواره را از آن خود کند.

فیلم من، ترانه ۱۵ سال دارم ساخته رسول صدرعاملی دراین جشنواره حضور داشت که ترانه علیدوستی موفق شد یوزپلنگ برنزی این جشنواره را به‌دست آورد ولی پوریامرادی با فیلم ۱۶:۰۹ دقیقه فقط توانست کاندید کارگردانی شود و همچنین رضا فرهمند به عنوان اولین مستندساز ایرانی در سالهای ۲۰۱۸ و ۲۰۱۹ با دو فیلم زنانی با گوشواره‌های باروتی و نت‌های مسی یک رؤیا در این جشنواره حضور داشت.

## ویژگی خاص این جشنواره
نمایش فیلم‌ها در میدان معروف پیاتزا، در فضای باز و بر پرده بزرگ، است. در این میدان در حدود ۸٬۰۰۰ تماشاگر به دیدن فیلم‌ها می‌نشینند و فیلم مورد علاقه خود را نیز برمی‌گزینند.
جشنواره لوکارنو یکی از جشنواره‌های مورد تأیید انجمن جهانی تهیه‌کنندگان فیلم (FIAPF، فیاپف) به‌شمار می‌رود.
جایزه اصلی این جشنواره «یوزپلنگ طلایی» نام دارد و به بهترین فیلم در بخش اصلی بین‌المللی داده می‌شود. هر ساله برنامه‌های جشنواره بین‌المللی فیلم لوکارنو همراه است با برنامه‌های مروری بر آثار، پنل‌های گفتگو، سمینار، میهمانی‌های مختلف با حضور ستارگان سرشناس سینمایی. لوکارنو فضایی مفرح و آموزنده فراهم می‌کند که در آن ستارگان سینما، استعدادهای جوان و عموم مردم برای چشیدن طعم سینمای معاصر گرد هم می‌آیند.
جشنواره لوکارنو، نسبت به سه جشنواره مهم دیگر اروپایی بیشتر بر روی آثار کمتر شناخته شده از فیلمسازان جوان‌تر متمرکز است.

## بخش‌های جشنواره
- بخش مسابقه بین‌الملل (رقابتی) پلنگ طلایی
- سینماگران زمان حال (رقابتی، فیلم‌های تجربی و غیر متعارف)
- یوزپلنگ‌های فردا
- اینجا و هر جایی دیگر

## نگارخانه

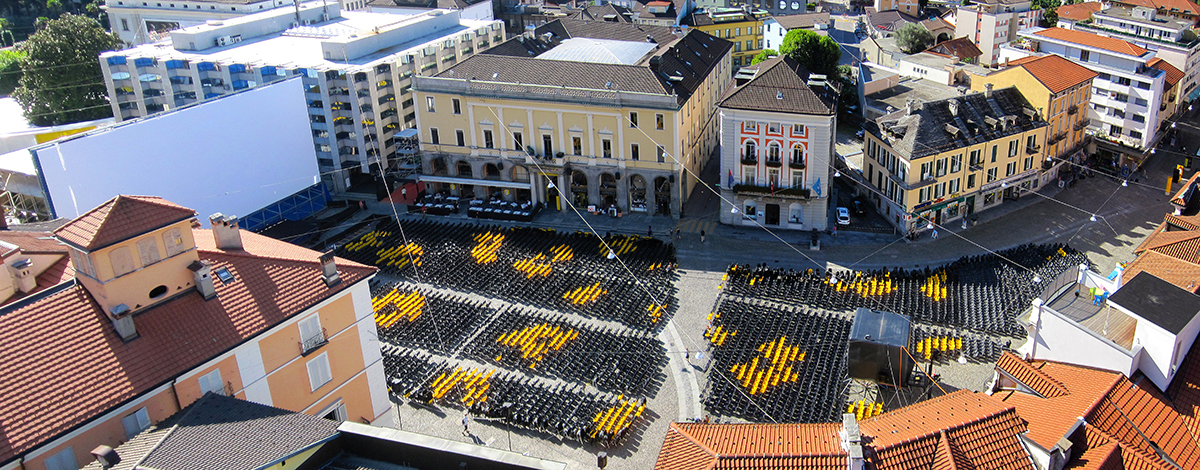
پیازا گرانده لوکارنو
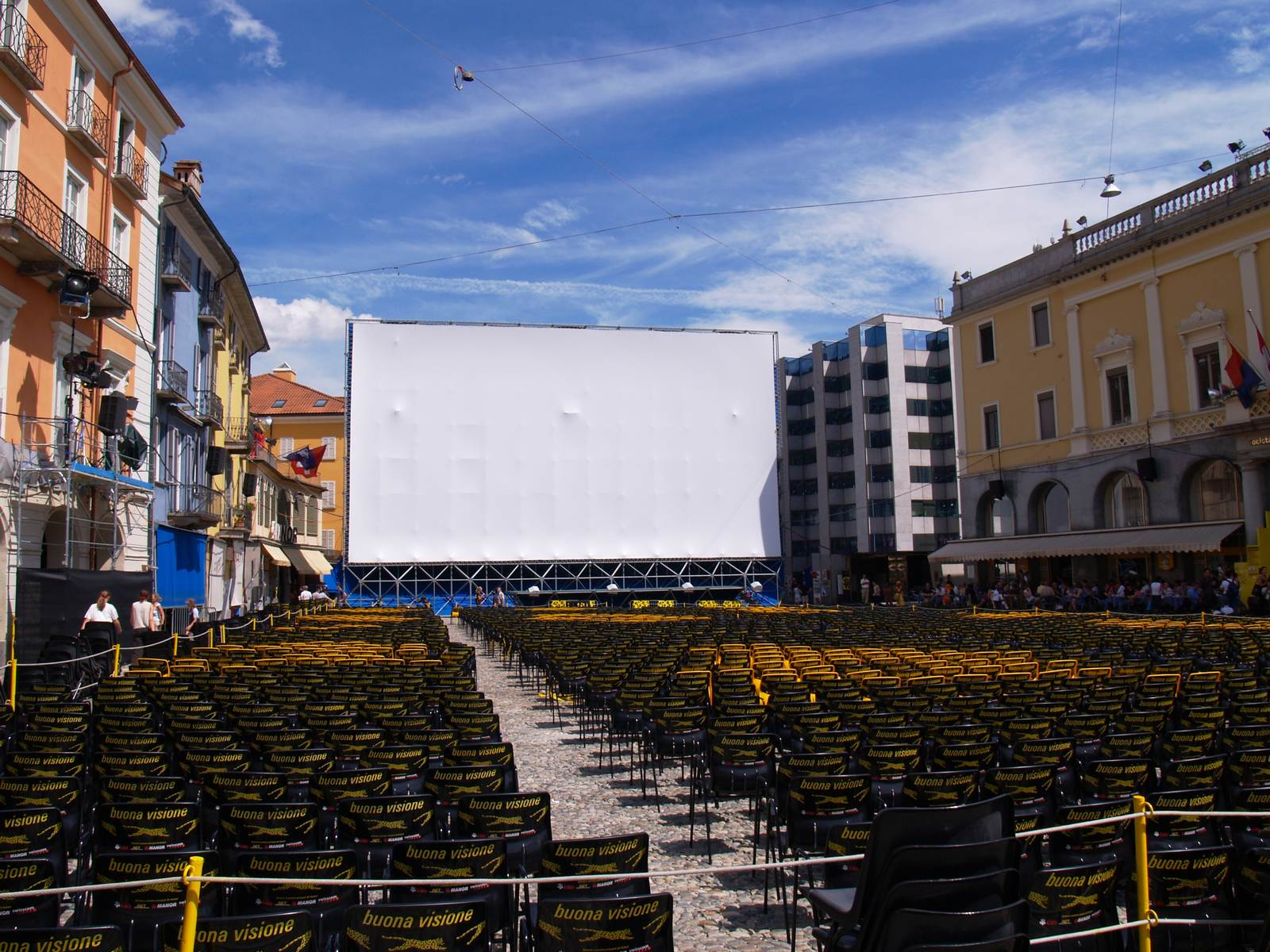
صفحه نمایش پیازا گرانده لوکارنو.
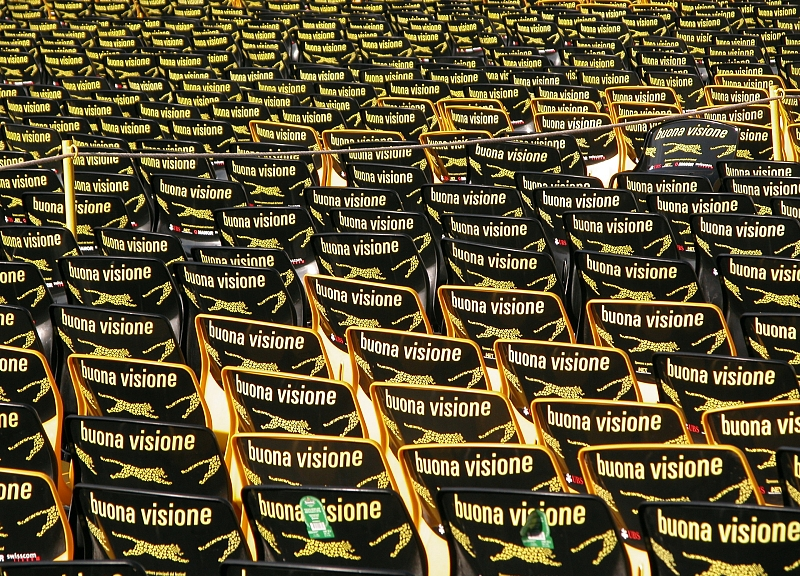
صندلی پیازا گرانده لوکارنو.
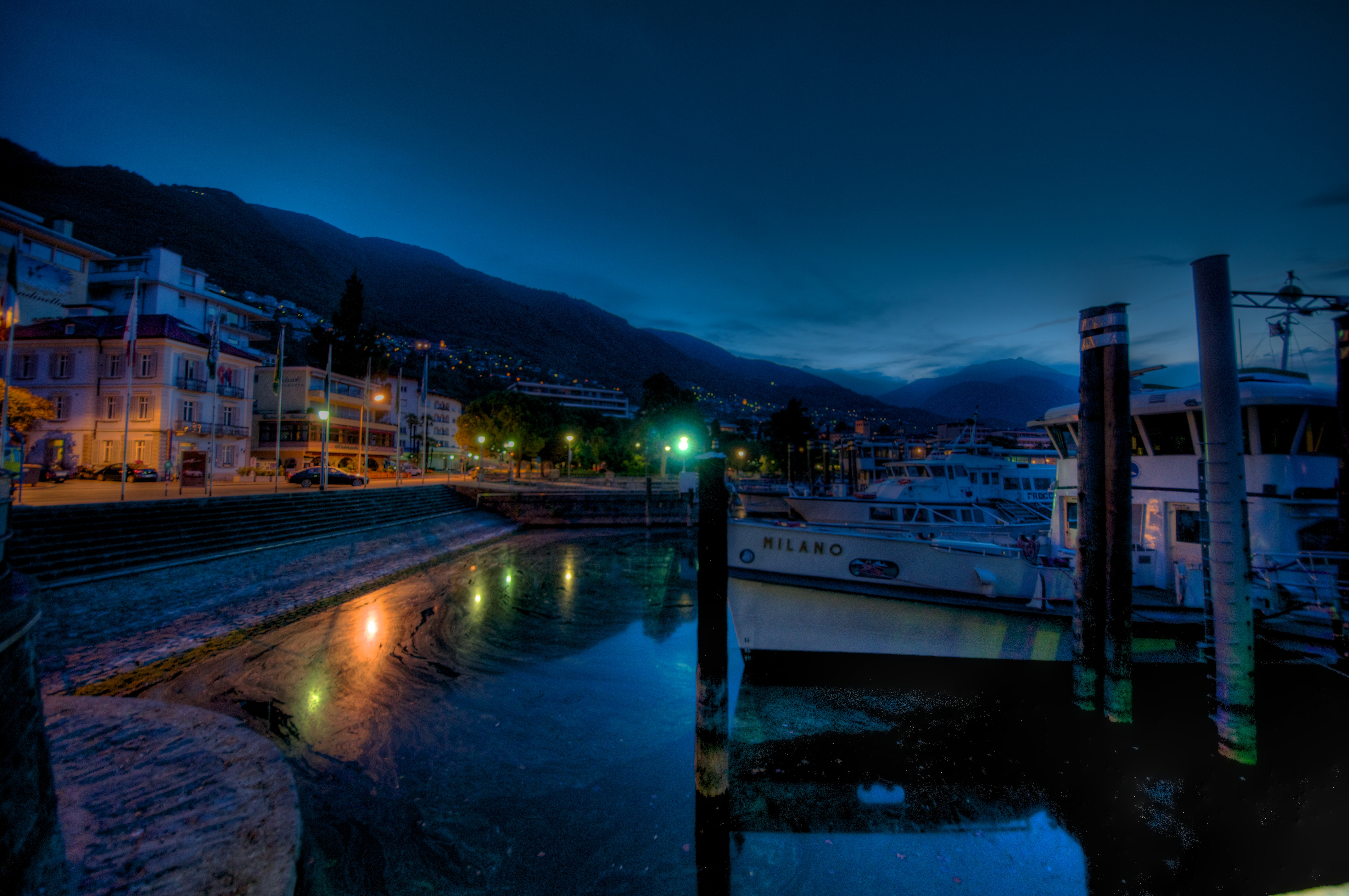
اسکله لوکارنو در شب.
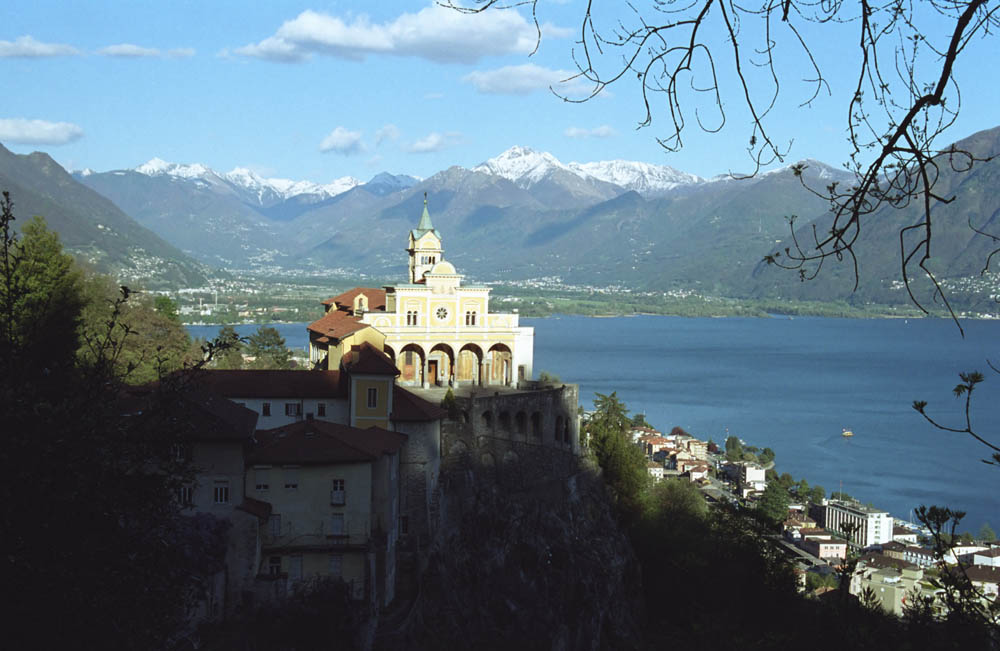
نمایی از منطقه اطراف لوکارنو از مدونا دل ساسو.
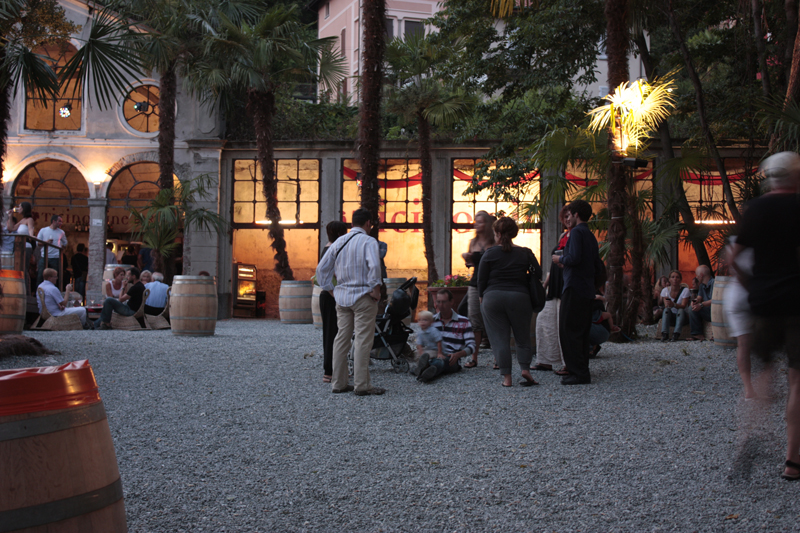
شب زنده داری در طول جشنواره، باغ شهر لوکارنو.